# Kalkbahn Grevenbrück
| Streckenlänge: | 1,5 km |                                |                             |
| |        |                                |                             |
| \| \| \| Übergang zur Ruhr-Sieg-Strecke \| \| \| \| 0,0 \| Bahnhof Grevenbrück (Westf) \| Bahnhof Grevenbrück (Westf) \| \| \| \| Siegener Straße \| \| \| \| \| Kölner Straße \| \| \| \| 0,5 \| Lenne \| Lenne \| \| \| 0,6 \| Lokschuppen \| Lokschuppen \| \| \| \| heutige B 236 \| \| \| \| 1,5 \| Grevenbrücker Kalkwerke \| Grevenbrücker Kalkwerke \| |        |                                |                             |
| |        | Übergang zur Ruhr-Sieg-Strecke |                             |
| U-Bahn-Betriebs-/Güterbahnhof Streckenanfang (Strecke außer Betrieb) | 0,0    | Bahnhof Grevenbrück (Westf)    | Bahnhof Grevenbrück (Westf) |
| U-Bahn-Strecke (außer Betrieb) |        | Siegener Straße                | Siegener Straße             |
| U-Bahn-Strecke (außer Betrieb) |        | Kölner Straße                  | Kölner Straße               |
| U-Bahn-Brücke über Wasserlauf (Strecke außer Betrieb) | 0,5    | Lenne                          | Lenne                       |
| U-Bahn-Abzweig geradeaus und nach rechts (Strecke außer Betrieb) | 0,6    | Lokschuppen                    | Lokschuppen                 |
| U-Bahn-Strecke (außer Betrieb) |        | heutige B 236                  | heutige B 236               |
| U-Bahn-Betriebs-/Güterbahnhof Streckenende (Strecke außer Betrieb) | 1,5    | Grevenbrücker Kalkwerke        | Grevenbrücker Kalkwerke     |

Ein beladener Zug der Kalkbahn passiert den Lokschuppen und fährt in Richtung Bahnhof

Ein typischer Zug der Kalkbahn beim Beladen im Steinbruch

Die Kalkbahn Grevenbrück ist ein ehemaliger Oberleitungslastkraftwagen-Betrieb – damals noch Gleislose Bahn genannt – in der heutigen Gemeinde Lennestadt in Nordrhein-Westfalen. Ihr vollständiger Name lautete Transportbahn der Grevenbrücker Kalkwerke. Betreibergesellschaft waren die bis heute bestehenden Grevenbrücker Kalkwerke GmbH selbst.

## Geschichte
Die 1,5 Kilometer lange Strecke wurde am 6. Februar 1903 eröffnet und ausschließlich im Güterverkehr betrieben. Für den Transport von Kalksteinen vom 1902 eröffneten Steinbruch zum Bahnhof Grevenbrück an der Ruhr-Sieg-Strecke standen ein Triebwagen und mehrere Beiwagen zur Verfügung. Die Bahn wies Steigungen von über vier Prozent auf. Die Verlegung des Steinbruchs führte schließlich schon 1907 zur Stilllegung des Betriebes.
Betrieben wurde die Bahn nach dem so genannten „System Schiemann“, entwickelt von der sächsischen Gesellschaft für gleislose Bahnen Max Schiemann & Co. aus Wurzen. Unabhängig von der Kalkbahn existierte in Grevenbrück auch ein gewöhnlicher Oberleitungsbus-Betrieb mit Fahrgästen, nämlich die von 1904 bis 1916 betriebene Veischedetalbahn. Obwohl sich beide Strecken am Bahnhof Grevenbrück trafen, wurden sie weitgehend unabhängig voneinander betrieben.